# St Paul's Suite
La St Paul's Suite (Op. 29, n.º 2), originalmente titulada Suite en do, es una composición para orquesta de cuerda del compositor inglés Gustav Holst. Fue compuesta en 1912, pero debido a varias revisiones no se publicó hasta 1922. Su nombre es un homenaje a la St Paul's Girls' School de Reino Unido, institución de la que Holst fue director de música de 1905 a 1934, en agradecimiento a la construcción un estudio insonorizado para sus fines. Esta suite es la pieza más famosa de todas las que compuso para los estudiantes de la institución.
La suite consta de cuatro movimientos:
- I. Giga: Vivace (alternado entre el compás de 6/8 y de 9/8)
- II. Ostinato: Presto
- III. Intermezzo: Andante con moto (en el manuscrito puede leerse "Danza")
- IV. Finale (Dargason): Allegro (arreglo de la "Fantasia sobre el Dargason" que pertenece a su Segunda Suite en fa para banda militar)